# Yaesu
Yaesu é uma marca internacional de equipamentos de rádio comerciais e amadores. Foi fundada como Yaesu Musen Co., Ltd. (八重洲無線株式会社, Yaesu Musen Kabushiki gaisha). A intenção inicial parece ter sido a de desenvolver e fabricar transmissores de rádio comercial e amadora para o mercado japonês, mas em 1964 já havia contratos de venda colocados na Austrália e na Alemanha. Em 2007, a Motorola anunciou a sua intenção de adquirir 80% da Vertex Standard (atual Yaesu), e formar uma joint venture com Tokogiken que manterá os 20% restantes. Este foi concluído em janeiro de 2008.
A empresa atualmente se destaca no ramo de fabricação de rádio transmissores e receptores, alguns hi-fi e também na fabricação de transceptores.